# لا لوما دی فلکون (تگزاس)
لا لوما دی فلکون (به انگلیسی: La Loma de Falcon) یک منطقهٔ مسکونی در ایالات متحده آمریکا است که در تگزاس واقع شده‌است. لا لوما دی فلکون ۹۵ نفر جمعیت دارد.